# Andropogon ligulatus
Andropogon ligulatus är en gräsart som först beskrevs av Otto Stapf, och fick sitt nu gällande namn av Clayton. Andropogon ligulatus ingår i släktet Andropogon och familjen gräs. Inga underarter finns listade i Catalogue of Life.